# Бхарат ратна
Бхарат ратна (хинди भारत रत्न, Сокровище Индии) — высшая гражданская государственная награда Индии, «знак признания заслуг перед обществом высшего уровня». Учреждена первым президентом Индии, Раджендрой Прасадом, 2 июня 1954 года. С 1954 по 2019 годы награды удостоены 48 человек, в том числе два иностранца — Нельсон Мандела (1990) и Абдул Гаффар-хан (1987), а также натурализованная гражданка Индии, албанка по происхождению — Мать Тереза (1980).
Знак награды имеет форму листа священного фигового дерева. Первоначальный статут 1954 года предписывал круглую формы медали Бхарат Ратна, но вскоре вид медали изменили, и все выданные медали имеют форму листа.

## Награждения и кавалеры
Возможность посмертного награждения была включена в статут награды в 1955 году; с тех пор было произведено 9 бесспорных посмертных награждений (в частности, орден № 22 был посмертно присвоен политическому реформатору из касты «неприкасаемых» Амбедкару). Один раз, в 1992, публично объявленное посмертное награждение было отменено из-за протеста, поданного в конституционный суд Индии по поводу законности посмертных награждений вообще. Возможность награждения иностранцев также является предметом юридических споров (прецедентом стало награждение лидера пуштунского движения Абдул Гаффар-хана — соратника М. Ганди). Награждения нерегулярны: в 1991, 1992, 1997, 1998, 1999 годах производилось по 3 награждения в год, а в 1993—1996 годах — ни одного. Среди награждённых Бхарат ратна — борцы индийского сопротивления 1930-х и 1940-х годов, политики, музыканты (Рави Шанкар) и учёные (Амартия Сен).
Награждение Бхарат ратна не сопровождается какими-либо почётными титулами или приставками к имени (хотя приставка «Бхарат Ратна» используется неофициально); в протокольных государственных мероприятиях награждённые имеют место после членов правительства Индии и перед полномочными послами.